# 惑わない星
『惑わない星』（まどわないほし）は、石川雅之による日本の漫画作品。『月刊モーニングtwo』（講談社）にて2015年7号から2016年6号まで連載され、その後同社の『モーニング』に移籍して2016年35号から2024年31号まで連載された。

## あらすじ
舞台は、「遙か未来の地球」における日本。「灰色の嵐が吹き荒れ、防御服がないと大地を踏むことすらできぬ」外側の世界（外）と、「空は曜日によって七色に変化し、街中に愛と希望と萌えがあふれる」内側の世界（内）とに分かたれており、人々は、「隔絶されたシェルター」である内に閉じこもって生活をしている。
S沢は、内から外の職場へ出勤し、「宇宙に手紙を送る仕事」をしている。ある日、「自称・地球を名乗る女性」と出会ったことをきっかけに、汚染された地球を救うため、外で働く及川８月（おいかわはづき）とともに、「続々と飛来する人の姿をした惑星たちと巡り合うことに」なる。

## 書誌情報
- 石川雅之『惑わない星』講談社〈モーニングKC〉、全9巻
  1. 2016年3月23日発売[講 1]、ISBN 978-4-06-388569-9
  2. 2017年3月23日発売[講 2]、ISBN 978-4-06-388707-5
  3. 2018年4月23日発売[講 3]、ISBN 978-4-06-511323-3
  4. 2019年5月23日発売[講 4]、ISBN 978-4-06-515425-0
  5. 2020年5月22日発売[講 5]、ISBN 978-4-06-518730-2
  6. 2021年3月23日発売[講 6]、ISBN 978-4-06-522554-7
  7. 2022年4月21日発売[講 7]、ISBN 978-4-06-527385-2
  8. 2023年5月23日発売[講 8]、ISBN 978-4-06-531504-0
  9. 2024年8月22日発売[講 9]、ISBN 978-4-06-536213-6

### 講談社コミックプラス
以下の出典は講談社コミックプラス（講談社）内のページ。書誌情報の発売日の出典としている。
1. ↑  “惑わない星（1）／石川雅之”.   講談社. 2025年1月12日閲覧。
2. ↑  “惑わない星（2）／石川雅之”.   講談社. 2025年1月12日閲覧。
3. ↑  “惑わない星（3）／石川雅之”.   講談社. 2025年1月12日閲覧。
4. ↑  “惑わない星（4）／石川雅之”.   講談社. 2025年1月12日閲覧。
5. ↑  “惑わない星（5）／石川雅之”.   講談社. 2025年1月12日閲覧。
6. ↑  “惑わない星（6）／石川雅之”.   講談社. 2025年1月12日閲覧。
7. ↑  “惑わない星（7）／石川雅之”.   講談社. 2025年1月12日閲覧。
8. ↑  “惑わない星（8）／石川雅之”.   講談社. 2025年1月12日閲覧。
9. ↑  “惑わない星（9）／石川雅之”.   講談社. 2025年1月12日閲覧。